# Bruno Portugal
Bruno Fabricio Portugal Paredes (Arequipa, Perú; 28 de junio de 2003) es un futbolista peruano. Juega de delantero y su equipo actual es el Comerciantes Unidos de la Liga 1.

## Trayectoria
Formado en las inferiores del FBC Melgar, Portugal fue promovido al primer equipo en 2021. Debutó en el Melgar el 16 de mayo de 2021 ante el Carlos Mannucci. Anotó su primer gol profesional ante Sport Boys.

## Selección nacional
Fue citado al Campeonato Sudamericano Sub-20 de 2023.

## Estadísticas

### Clubes
Actualizado al último partido disputado el 19 de septiembre de 2024.
| Club              | Div.          | Temporada     | Liga  | Liga  | Liga   | Copas nacionales | Copas nacionales | Copas nacionales | Torneos internacionales | Torneos internacionales | Torneos internacionales | Total | Total | Total  |
| Club              | Div.          | Temporada     | Part. | Goles | Asist. | Part.            | Goles            | Asist.           | Part.                   | Goles                   | Asist.                  | Part. | Goles | Asist. |
| ----------------- | ------------- | ------------- | ----- | ----- | ------ | ---------------- | ---------------- | ---------------- | ----------------------- | ----------------------- | ----------------------- | ----- | ----- | ------ |
| FBC Melgar · Perú | 1.ª           | 2021          | 1     | 0     | 0      | 0                | 0                | 0                | 1                       | 0                       | 0                       | 2     | 0     | 0      |
| FBC Melgar · Perú | 1.ª           | 2022          | 2     | 1     | 1      | —                | —                | —                | 1                       | 0                       | 0                       | 3     | 1     | 1      |
| FBC Melgar · Perú | 1.ª           | 2023          | 8     | 0     | 0      | —                | —                | —                | 1                       | 0                       | 0                       | 9     | 0     | 0      |
| FBC Melgar · Perú | 1.ª           | 2024          | 3     | 1     | 0      | —                | —                | —                | 1                       | 0                       | 0                       | 4     | 1     | 0      |
| FBC Melgar · Perú | 1.ª           | 2025          | 0     | 0     | 0      | 0                | 0                | 0                | 0                       | 0                       | 0                       | 0     | 0     | 0      |
| FBC Melgar · Perú | Total club    | Total club    | 14    | 2     | 1      | 0                | 0                | 0                | 4                       | 0                       | 0                       | 18    | 2     | 1      |
| Total carrera     | Total carrera | Total carrera | 14    | 2     | 1      | 0                | 0                | 0                | 4                       | 0                       | 0                       | 18    | 2     | 1      |
| 1. 2. 3.          |               |               |       |       |        |                  |                  |                  |                         |                         |                         |       |       |        |

### Selecciones
| Selección                                                                                  | Temporada     | Amistosos | Amistosos | Amistosos | Sudamérica(1) | Sudamérica(1) | Sudamérica(1) | Mundial | Mundial | Mundial | Total | Total | Total  |
| Selección                                                                                  | Temporada     | Part.     | Goles     | Asist.    | Part.         | Goles         | Asist.        | Part.   | Goles   | Asist.  | Part. | Goles | Asist. |
| ------------------------------------------------------------------------------------------ | ------------- | --------- | --------- | --------- | ------------- | ------------- | ------------- | ------- | ------- | ------- | ----- | ----- | ------ |
| Sub-20 · Perú                                                                              | 2022          | 8         | 0         | 0         | 3             | 0             | 0             | —       | —       | —       | 11    | 0     | 0      |
| Sub-20 · Perú                                                                              | 2023          | 1         | 0         | 0         | 3             | 0             | 0             | —       | —       | —       | 4     | 0     | 0      |
| Sub-20 · Perú                                                                              | Total         | 9         | 0         | 0         | 6             | 0             | 0             | 0       | 0       | 0       | 15    | 0     | 0      |
| Total carrera                                                                              | Total carrera | 9         | 0         | 0         | 6             | 0             | 0             | 0       | 0       | 0       | 15    | 0     | 0      |
| (1) Incluye datos de Juegos Suramericanos de 2022 y Campeonato Sudamericano Sub-20 de 2023 |               |           |           |           |               |               |               |         |         |         |       |       |        |